# Bundesautobahn 10
Bundesautobahn 10 (em português: Auto-estrada Federal 10) ou A 10, é uma auto-estrada na Alemanha.
A Bundesautobahn 10 tem 196 km de comprimento.

## Estados
Estados percorridos por esta auto-estrada:
- Brandemburgo
- Berlin